# Spillville
Spillville é uma cidade localizada no estado americano de Iowa, no Condado de Winneshiek.

## Demografia
Segundo o censo americano de 2000, a sua população era de 386 habitantes.
Em 2006, foi estimada uma população de 380, um decréscimo de 6 (-1.6%).

## Geografia
De acordo com o United States Census Bureau tem uma área de
1,1 km², dos quais 1,1 km² cobertos por terra e 0,0 km² cobertos por água.

## Localidades na vizinhança
O diagrama seguinte representa as localidades num raio de 16 km ao redor de Spillville.